# Zoheïr Othmane Ouachem
Zoheïr Othmane Ouachem est un footballeur algérien né le 31 décembre 1978 à Skikda. Il jouait au poste d'attaquant.

## Biographie
Il évolue en Division 1 avec les clubs du CA Batna, de l'ASO Chlef, et du CS Constantine.
Lors de la saison 2004-2005, il inscrit six buts en première division algérienne avec l'équipe de Constantine. La saison suivante, il marque trois buts dans ce même championnat avec l'équipe de Batna.

## Palmarès
- Accession en Ligue 1 en 2004 avec le CS Constantine.
- Accession en Ligue 1 en 2006 avec la JSM Béjaïa.
- Accession en Ligue 1 en 2009 avec le CA Batna.